# Abschnittsbefestigung Aholming

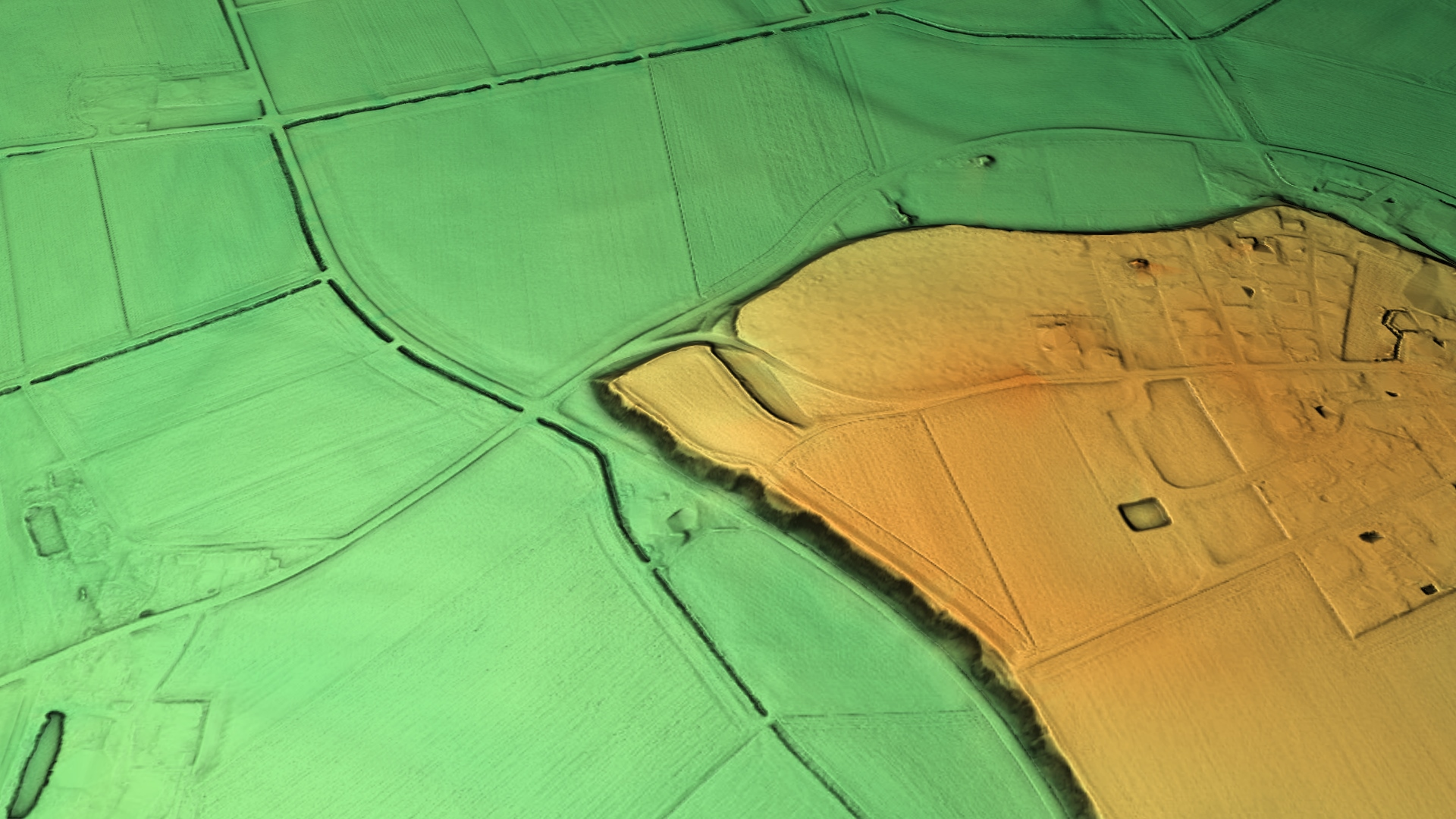
3D-Ansicht des digitalen Geländemodells

Die Abschnittsbefestigung Aholming ist eine abgegangene vor- und frühgeschichtliche Wallburg an der Penzlingermoosstaße/Ecke Sportplatzstraße etwa 1000 Meter westlich der Kirche von Aholming (Bürgfeld), einem Ortsteil der Gemeinde Aholming im Landkreis  Deggendorf in Bayern.
Von der ehemaligen Abschnittsbefestigung sind noch Wall- und Grabenreste erhalten.